# 622
622 (DCXXII) var ett normalår som började en fredag i den julianska kalendern.

## Händelser

### Okänt datum
- Muhammed flyr från Mekka till Medina vilket inleder islams tideräkning och benämns Hijra.
- Dagobert I blir frankernas konung. Han blir den siste av Merovingerna. Pippin den äldre blir rikshovmästare.

## Födda
- Uqba ibn Nafi, arabisk befälhavare.